# Proceso de Poisson compuesto
Un proceso de Poisson compuesto es un proceso estocástico de tiempo continuo con saltos (las trayectorias muestrales presentan discontinuidades), que combina un proceso de Poisson ordinario con otra variable aleatoria independiente. Los saltos se producen aleatoriamente de acuerdo al proceso de Poisson, mientras que el valor del salto es una cantidad aleatoria, con una distribución de probabilidad especificada. Un proceso de Poisson compuesto, puede parametrizarse por una intensidad ("tasa de saltos") {\displaystyle \lambda >0} y una distribución para el tamaño de los saltos F, es un proceso {\displaystyle \{\,Y(t):t\geq 0\,\}} dado por:

{\displaystyle Y(t)=\sum _{i=1}^{N(t)}D_{i}}

donde, {\displaystyle \{\,N(t):t\geq 0\,\}} es un proceso de Poisson con intensidad {\displaystyle \lambda }, y {\displaystyle \{\,D_{i}:i\geq 1\,\}} es un conjunto de variables aleatorias independientes e idénticamente distribuidas, con distribución común F, que además son independientes de las variables {\displaystyle \{\,N(t):t\geq 0\,\}.\,}
En la modelización de eventos catastróficos y desastres naturales, en actuaría las variables {\displaystyle D_{i}} son positivas y se emplean para cuantificar los daños o las pérdidas económicas.

## Propiedades básicas
Usando el valor esperado condicionado, puede calcularse el valor esperado de un proceso de Poisson compuestos mediante la ecuación de Wald como:

{\displaystyle \mathbb {E} (Y(t))=\mathbb {E} (\mathbb {E} (Y(t)|N(t)))=\mathbb {E} (N(t)\mathbb {E} (D))=\mathbb {E} (N(t))\mathbb {E} (D)=\lambda t\mathbb {E} (D).}

Haciendo un uso similar de para la varianza, el valor de la misma para el mismo proceso viene dada por:

{\displaystyle {\begin{aligned}\operatorname {var} (Y(t))&=\mathbb {E} (\operatorname {var} (Y(t)|N(t)))+\operatorname {var} (\mathbb {E} (Y(t)|N(t)))\\&=\mathbb {E} (N(t)\operatorname {var} (D))+\operatorname {var} (N(t)\mathbb {E} (D))\\&=\operatorname {var} (D)\mathbb {E} (N(t))+\mathbb {E} (D)^{2}\operatorname {var} (N(t))\\&=\operatorname {var} (D)\lambda t+\mathbb {E} (D)^{2}\lambda t\\&=\lambda t(\operatorname {var} (D)+\mathbb {E} (D)^{2})\\&=\lambda t\mathbb {E} (D^{2}).\end{aligned}}}

donde {\displaystyle \mathbb {E} (\cdot )} designa el valor esperado de una variable aleatoria. Finalmente, usando la ley de probabilidad total, la función generadora de momentos se puede expresar como:

{\displaystyle \mathbb {P} (Y(t)=i)=\sum _{n}\mathbb {P} (Y(t)=i|N(t)=n)\Pr(N(t)=n)}
{\displaystyle {\begin{aligned}\mathbb {E} (e^{sY})&=\sum _{i}e^{si}\mathbb {P} (Y(t)=i)\\&=\sum _{i}e^{si}\sum _{n}\mathbb {P} (Y(t)=i|N(t)=n)\mathbb {P} (N(t)=n)\\&=\sum _{n}\mathbb {P} (N(t)=n)\sum _{i}e^{si}\mathbb {P} (Y(t)=i|N(t)=n)\\&=\sum _{n}\mathbb {P} (N(t)=n)\sum _{i}e^{si}\Pr(D_{1}+D_{2}+\cdots +D_{n}=i)\\&=\sum _{n}\mathbb {P} (N(t)=n)M_{D}(s)^{n}\\&=\sum _{n}\mathbb {P} (N(t)=n)e^{n\ln(M_{D}(s))}\\&=M_{N(t)}(\ln(M_{D}(s)))\\&=e^{\lambda t\left(M_{D}(s)-1\right)}.\end{aligned}}}

donde {\displaystyle \mathbb {P} (\cdot )=\Pr(\cdot )} designa la probabilidad de un evento.

## Exponenciación de medidas
Sean N, Y y D como en la sección anterior. Sea μ la medida de probabilidad que da la distribución de D, i.e.

{\displaystyle \mu (A)=\mathbb {P} (D\in A).\,}

Sea δ0 una probabución de probabilidad trivial en la que {\displaystyle \mathbb {P} ({0})=1}. entonces la distribución de probabilidad de Y(t) es la medida:

{\displaystyle \exp(\lambda t(\mu -\delta _{0}))\,}

donde la exponencial exp(ν) de una medida finta ν sobre conjuntos borelianos de la recta real se define mediante:

{\displaystyle \exp(\nu )=\sum _{n=0}^{\infty }{\nu ^{*n} \over n!}}

y

{\displaystyle \nu ^{*n}=\underbrace {\nu *\cdots *\nu } _{n{\text{ factores}}}}

es una convolución de medidas, y la serie converge débilmente.